# Rachel Cohen-Kagan
Rachel Cohen-Kagan (en hebreo: רחל כהן-כגן‎); (19 de febrero de 1888 - 15 de octubre de 1982) fue una activista sionista y política israelí, y una de las dos únicas mujeres que firmaron la Declaración de Independencia de Israel.

## Biografía
Rachel Lubersky (más tarde Cohen-Kagan) nació en la ciudad de Odesa, en el Imperio ruso (actualmente Ucrania), asistió a la universidad en su ciudad natal y también recibió un título honorífico de la Universidad Hebrea de Jerusalén. Emigró a Eretz Israel en 1919 a bordo del barco Ruslan y se involucró en la Organización Internacional de Mujeres Sionistas (WIZO).
Cohen-Kagan tuvo dos hijos.

## Activismo social
En 1932, fue nombrada presidenta del Comité de Ayuda Social en el Comité Comunitario de Haifa, cargo que ocupó hasta 1946. En 1938, fue elegida presidenta de WIZO y se involucró más en la política. En 1946 fue nombrada directora del Departamento Social del Consejo Nacional Judío. Miembro de Moetzet HaAm, en 1948 Cohen-Kagan fue una de las dos únicas mujeres (la otra fue Golda Meir) en firmar la Declaración de Independencia de Israel.

## Carrera política
En las primeras elecciones a la Knesset en 1949, WIZO ganó un solo escaño, que fue ocupado por Cohen-Kagan. Perdió su escaño en las elecciones de 1951.
Más tarde se unió al Partido Liberal y volvió a la Knesset en su lista después de las elecciones de 1961. Sin embargo, Cohen-Kagan fue uno de los siete diputados que se separó del partido para fundar los Liberales Independientes en oposición a la inminente fusión con Herut. Perdió su escaño en las elecciones de 1965.